# Sonja Bernd't
Sonja Bernd't (Amsterdam, 19 oktober 1938 – Huizen, 24 maart 2023) was de artiestennaam van Sonja Johanna Ossedrijver. Ze was zangeres en sieradenmaakster en sinds 1966 getrouwd met Donald de Marcas. Haar naam wordt vaak foutief gespeld als Sonja Bernd, Sonja Bernt of Sonja Berndt.

## Sieraden
Bernd't begon in eerste instantie met het ontwerpen van sieraden om zelf te dragen tijdens optredens. Later maakte zij ook veel sieraden in opdracht en exposeerde op verschillende plaatsen. Ze had verkooptentoonstellingen in galerieën en bood eigen werk aan gedurende de pauze van haar concerten.
Rond 1980 ontwikkelde Bernd't een eigen vorm van beeldende kunst die ze Objecten van eierschaal noemt. Hierbij boort, zaagt, freest en decoreert ze eieren. De gemaakte objecten werden geëxposeerd in Duitsland, Nederland en in de Verenigde Staten. Ook werden ze in 1986 getoond in een programma van de NCRV.

## Zangcarrière
In 1957 stond Bernd't een maand lang op het podium in het cabaret Saint-Germain-des-Prés van Tom Manders op het Thorbeckeplein te Amsterdam. Later verscheen ze ook in het gelijknamige televisieprogramma.
In 1960 behaalde ze de eerste prijs op het Joods songfestival in Amsterdam.
Het repertoire van Sonja Bernd’t is vooral afkomstig uit Israël, Oost-Europa (Jiddisch), Amerika, Engeland, Nederland en enkele liedjes uit Joods Zuid-Europa (Ladino). Verder uit Griekenland, Joegoslavië, Macedonië, Brazilië, Frankrijk.

### Optredens
Gedurende de periode van 1956 tot 1982 had Bernd't een groot aantal optredens in Nederland. Onder meer in De Waag van Cobi Schreijer in Haarlem, waar ze ook met Joan Baez optrad; voor het Nivon; met de dansgroep Sjalom (van Terpsichore van Ferdinand van Altena) eenmaal per maand in het Koninklijk Instituut voor de Tropen, Amsterdam; vaak voor de Nederlandse Bond van Plattelandsvrouwen, voor privé gezelschappen, voor de Nederlandse Vereniging van Huisvrouwen, de AMVJ, ‘Kunst in de kamer’, kerkelijke genootschappen, jongeren sociëteiten; heel veel voor Joodse verenigingen, bij congressen, met het Internationaal Folkloristisch Danstheater (onder andere 3x in Carré); het Rosa Spier Huis te Laren en bij vele andere gelegenheden.

#### Televisieprogramma’s
- Nieuwe oogst (AVRO, 1958)
- Als gast bij Esther Ofarim (AVRO, 1964)
- Volksliedjes met fluitist Jaap Frank (VARA, 1965)
- Experimentele kleurentelevisie-uitzending te Eindhoven (omstreeks 1965)
- Van alle landen thuis (VARA, 1965)
- Met Jetty Paerl en Bob Scholte met het orkest van Francis Bay, (België, 1970)

Zij is tevens te zien in de aflevering over Oorlog in blik van Andere Tijden van 16 september 2010, waarin zij vertelt over de 8mm-films van haar vader en oom in de jaren 1938 – 1941 in Joods Amsterdam.

#### Radio-uitzendingen
Tijdens haar loopbaan was Bernd't regelmatig te gast bij:
- Van twaalf tot twee met Kees Schilperoort (KRO)
- Muzikaal onthaal bij Herman Emmink (AVRO)
- Melodietjes en datjes bij Joop Stokkermans (AVRO)
- Tony van Verre (VARA)
- Ronnie Potsdammer (VARA)
- Het oproer kraait van Jaap van de Merwe (VARA)
- De zingening o.l.v. Leo Nelissen (KRO)
- In den volksmond met een orkest o.l.v. arrangeur Jos Timmer (KRO)
- 53 uitzendingen van ‘Son(j)atine’ in ‘Onder de hoogtezon’ met Donald de Marcas (NCRV)
- De zonnebloem o.l.v. Alex van Wayenburg (KRO)
- Kom ’s langs in Des Indes o.l.v. Karel Prior (AVRO).

Ook was zij geregeld te zien en te horen op radio en televisie in België.

### Discografie
- Sonja Bernd’t, Israëlische volksliedjes, EP, Discanto OM 18122
- Sonja Bernd’t zingt Jiddisch, lp, Polydor 656 016
- Een keuze uit het repertoire van Sonja Bernd’t. 2009. (in eigen beheer uitgegeven dubbel-cd)

Ook werkte Bernd't mee aan:
- Palaver ’64, NBG VR 030, lp
- Israël, Keren Hayesod Jubilee 1920-1970, 6802-514, lp
- ‘t Oproer kraait, Favorite Fav 2-23004, 2006, 4 cd-box

## Overlijden
Op 24 maart 2023 overleed Bernd’t, samen met haar man Donald de Marcas. Ze besloten samen uit het leven te stappen.